# 요한 세바스티안 벨하벤

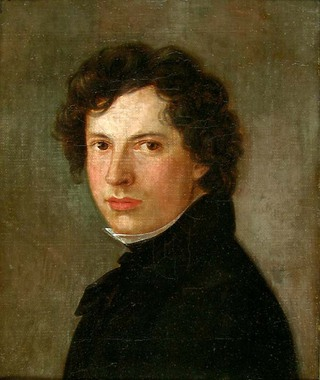

요한 세바스티안 벨하벤(Johan Sebastian Welhaven, 1807년 12월 22일 – 1873년 10월 21일)은 노르웨이 시인이다.
그는 시작(詩作)에 있어서의 형식의 균정(均整)을 존중하여 때로는 탐미적(耽美的)일 정도로 심미능력(審美能力)을 살려서 고상하고 품위있는 주옥 같은 시를 남겼으며 노르웨이 낭만파를 구축(構築)해 냈다. 벨하벤은 호적수(好敵手) 베르겔란의 누이동생이며 그녀 자신도 시인인 카밀라 콜레트와 석연치 못한 연애를 했다. 20여 년 동안 대학에서 문학사(文學史)와 예술사(藝術史)를 강의했으나 만년에는 정신병원에서 불행한 일생을 마쳤다.